# 5504 Ланцеротті
5504 Ланцеротті (5504 Lanzerotti) — астероїд головного поясу, відкритий 22 березня 1985 року.
Тіссеранів параметр щодо Юпітера — 3,364.